# 玻利瓦爾任務
玻利瓦爾任務（Bolivarian Missions），是一系列司法、社會福利、對抗貧窮、教育、選舉與軍事招募的計畫，這是在委內瑞拉總統烏戈·查維茲當政後為實現玻利瓦爾主義而採行的一系列計畫。

## 任務簡介
玻利瓦爾任務使得政府必須施行大量的對抗貧窮的行動方案，為貧困人民設立數以千計的免費診所提供醫療服務，以及百萬成年人識字計畫及執行糧食與住所的補助。
在1998年到2005年間，出生死亡率已經有顯著的降低。
玻利瓦爾任務的成效正由所有的支持者、國民與工人所監督著，雖然數以千計的免費土地，供過去無土地的貧窮農民及原住民社區耕作，不過相對的很多大型莊園及工廠已經或正在被政府徵收中。

### 教育方面
20世紀的最後數十年，在查維茲執政前的委內瑞拉政府堅定的在教育方面表達其不支持的立場，尤其是減少對貧窮人口的高等教育支持。
事實上，委內瑞拉政府在1989年到1998年間（查維茲執政前）的高等教育經費是有逐漸減少的趨勢，這樣的趨勢凸顯政府希望減少對教育資源的挹注，並且也是為了進一步的高等教育私有化而準備，這是根據華盛頓共識與新自由主義的觀點而來。
這樣的狀況造成大量累積的「社會負債」（意即原先應被用在教育方面的支出卻被挪移到其他地方），因為大學入學的錄取人數受到限制，所造成的結果就是減少那些來自於最貧窮地帶學生們入學的機會。為數不少的研究同意無論學生是來自於什麼背景，都市或是赤貧地區，只要透過高等教育便可促成垂直流動、擁有更優渥的收入。對這樣的現象平均而言，政府減少在教育的參與而讓教育轉為私人興學。
- 魯賓遜任務：2003年6月開始，運用志工對委內瑞拉的成年人教導閱讀、書寫及算數，使其具備生活技能。
- 利巴斯任務：2003年11月開始，是以獨立英雄José Félix Ribas為名，本任務在於提供高中輟學生的補救教育，讓這些學生能後再回流完成高中教育。
- 蘇克雷任務：2003年底開始，提供委內瑞拉未完成國小教育的人民，能夠接受免費的基礎成人繼續教育。